# Туйсіна Рашида Гільмітдинівна
Рашида Гільмітдинівна Туйсіна (башк. әшиҙә Ғилмитдин ҡыҙы Туйсина, 10 травня 1942, аул Чингізово Баймацького району Башкирської АРСР) — башкирська танцівниця. Заслужена артистка Росії, народна артистка Республіки Башкортостан, лауреат премії імені Салавата Юлаєва (1973) і Г. Саляма.

## Біографія
Рашида Гільмітдинівна Туйсіна народилася 10 травня 1942 року в селі Чингізово Баймакского району Башкирської АРСР.
У 1960 році стала солісткою Башкирського ансамблю народного танцю імені Файзі Гаскарова.
В репертуарі Рашиди Туйсіної башкирські танці «Загіда», «Гульназіра», «Заріфа», «Проказниці», «Старовинний танок із відром», «Бішбармак» та інші. Брала участь у концертах у багатьох містах Радянського Союзу, країн Європи, Азії та Африки.
Разом з кураїстом і виконавцем горлового співу Ішмуллою Дільмухаметовим створили кілька музично-хореографічних номерів. Дует брав участь в IX Всесвітньому фестивалі молоді і студентів у Софії (1968 рік), де завоював звання лауреата і золоту медаль, виконавши під акомпанемент кураю танець «Загіда». Творчий союз удостоєний премії імені Салавата Юлаєв (формулювання «за концертно-виконавську діяльність в 1973 році і високу майстерність в музично-хореографічній композиції "Рідного Уралу" в 1974 році»).
Рашида Туйсіна працювала в Республіканській гімназії-інтернаті імені Г. Альмухаметова. Нині є членом журі республіканського телевізійного конкурсу народного танцю «Баїк».

## Родина
Чоловік Анвар Ішбердін і син Халіл є солістами Державного академічного ансамблю народного танцю імені Файзі Гаскарова. 